# Nursing
Nursing is een crossmediale vaktitel voor verpleegkundigen in Nederland en Vlaanderen, en publiceert nieuws en verdiepende artikelen over uiteenlopende verpleegkundige onderwerpen. 
De redactie van Nursing verstuurt twee keer per week een gratis email nieuwsbrief. Daarnaast bestaat Nursing uit een website en een magazine dat 11 keer per jaar verschijnt. Nursing publiceert ook regelmatig webinars en podcasts. Daarnaast hebben Nursing abonnees toegang tot de Nursing Challenge, een online toetsmodule waarmee verpleegkundigen hun accreditatiepunten kunnen behalen. Gelieerd aan Nursing worden tientallen congressen georganiseerd, waarvan de Nursing Experience met ruim 3500 bezoekers de grootste is. 
Het is het doel van Nursing om verpleegkundigen te ondersteunen bij de uitoefening van hun vak. 
Voor het blad stond in 1994 het gelijknamige Amerikaanse blad Nursing model. Al snel voer de Nederlandse versie zijn eigen koers. Het blad verschijnt sinds 1994 en wordt sinds 2015 uitgegeven door Bohn Stafleu van Loghum in Houten. 
In 2019 won Nursing de LOF-onderscheiding voor vakinformatie. Dit is een tweejaarlijkse prijs voor vakbladen en andere producten voor professionals.